# Харрисон, Редж
Реджина́льд Фре́дерик Ха́ррисон (англ. Reginald Frederick Harrison; 22 мая 1923, Дерби — 17 сентября 2020, Alvaston, Восточный Мидленд) — английский футболист и футбольный тренер, играл на позиции флангового полузащитника. Обладатель Кубка Англии 1946 года в составе «Дерби Каунти».

## Биография

### Игровая карьера
Во время Второй мировой войны Харрисон служил в Королевских Вооружённых силах, занимая должность офицера по подготовке личного состава. В 1944 году присоединился к клубу «Дерби Каунти», в котором играл на протяжении 11 сезонов, сыграв за эту команду во всех турнирах 281 матч и забил 59 голов. В 1946 году в составе «Дерби Каунти» стал обладателем Кубка Англии после победы в дополнительное время над «Чарльтоном» со счётом 4:1.
В 1955 году перешёл в «Бостон Юнайтед», за который играл в течение двух сезонов. Завершил карьеру в клубе «Лонг-Итон Юнайтед», в котором также был играющим тренером.

### Карьера функционера
В 1960-х годах основал молодежный центр на стадионе «Стокбрук Рекреэйшн Граунд» и стал основателем молодёжного клуба.

### Признание и последние годы жизни
В 2018 году Городской совет Дерби наградил его орденом Свободы города.
Скончался 17 сентября 2020 года в возрасте 97 лет; на момент смерти Харрисон был старейшим по возрасту среди живых обладателей Кубка Англии.